# Lista de rebeliões do período regencial brasileiro
Esta lista reúne as rebeliões que ocorreram no Brasil durante o período regencial (abril de 1831 a julho de 1840):

## Rebeliões
- Balaiada, no Maranhão, 1838-1841.
- Cabanada, em Pernambuco, 1832-1835.
- Cabanagem, no Pará, 1835-1840.
- Carneiradas, em Pernambuco, 1834-1835.
- Federação do Guanais, na Bahia, 1832-1833.
- Guerra dos Farrapos, no Rio Grande do Sul e Santa Catarina, 1835-1845.
- Insurreição do Crato, no Ceará, 1832.
- Mata-Maroto, na Bahia, 1831-1840.
- Motins em Pernambuco, 1831-1834.
  - Abrilada, 1832.
  - Setembrada, 1831.
  - Novembrada, 1831.
- Revolta do Ano da Fumaça, em Minas Gerais, 1833.
- Revolta de Carrancas, em Minas Gerais, 1833.
- Revolta do Lavradio, em Minas Gerais, 1836.
- Revolta de Manuel Congo, no Rio de Janeiro, 1838.
- Revolta dos Malês, na Bahia, 1835.
- Rusgas, no Mato Grosso, 1834.
- Sabinada, na Bahia, 1837-1838.
- Setembrada, no Maranhão, 1831.